# 高娜妍
高娜妍（韓語：고나연，1990年5月17日—），韓國女演員。

## 演出作品

### 電視劇
- 2013年：SBS《溫暖的一句話》
- 2015年：QTV《英雄們》[2]
- 2017年：KBSN《勇敢的!我們小區》[3]
- 2017年：MBC《前世的冤家們》 飾演 崔高峰[4]

### 電影
- 2016年：《Trick》飾演 女高中生

### MV
- 2013年：吴允慧&Navi - 我的男人在哭

## 註腳
1. ↑  '영웅들' 고나연 노력이 언젠가 빛 발할 날 오겠죠? （页面存档备份，存于） 2015.11.30
2. ↑  QTV 드라마 '영웅들'의 가영 역의 고나연2015.11.24 
3. ↑  신인배우 고나연, 드라마 '당찬! 우리동네' 여주인공 발탁 소식 전해 （页面存档备份，存于）2017.09.18
4. ↑  '전생에 웬수들', '돌아온 복단지' 후속…최윤영·구원·안재모 출연(공식) （页面存档备份，存于）2017.10.17

## 外部連結
- 高娜妍的Instagram帳戶
- NAVER